# 金陵通
金陵通，在一定人群中、一定场合下亦被称为南京公交一卡通或月票，是南京地区公共交通及生活消费的通卡之一（南京市民卡具备其所有功能但只限南京市民）。

金陵通卡是使用无线射频识别（RFID）技术的非接触智能卡，由南京市市民卡有限公司独立运营，并相应地拥有“金陵通”品牌。

新版金陵通即南京地区发行的江苏交通一卡通。

## 历史[3]
- 1999年9月，南京公用事业IC卡有限公司成立。与华夏银行联合发行华夏万通卡。
- 2005年8月，华夏万通卡更换为金陵通卡。
- 2010年1月，组建南京市市民卡有限公司，开展基于金陵通卡的南京市民卡业务。
- 2020年，苏宁金融携手华为免费开通金陵通NFC交通卡。[4]

## 卡片种类
金陵通卡起初分为记名卡和不记名卡，具体功能如下：
- 记名卡：分为成人卡和学生卡，购卡时需登记身份。学生卡（限全日制中小学生办理）每年需年检方可享受半价优惠。2015年12月2日起，金陵通记名卡停止发售，由南京市民卡B卡代替。[5]
- 不记名卡：分为普通卡、纪念卡和异形卡，不需要登记身份，功能没有区别，只是不可挂失或退卡。

|  |  |

## 技术和操作
金陵通可在南京市内华夏银行各网点、南京地铁所有车站、智匯服務網點等地点办理。华夏银行、苏果超市等地点可充值，充值金额需为50元的整倍数。

## 使用范围
金陵通可在如下领域内使用：
- 南京公交（8折，学生卡4折）
- 南京地铁（9.5折，学生卡5折）
- 南京出租车
- 南京轮渡（5折）
- 南京苏果超市各网点
- 南京肯德基各餐厅
- 南京部分其他超市
- 南京部分加油站、停车场、洗车店，车辆维修店
- 南京旅游景区（部分景区有5折起折扣，学生卡3折起）
- 在扬州、淮安、镇江(及句容)三地可互通使用(充值及售后服务仍在南京)。